# Кравченко Олексій Ілліч
Кравченко Олексій Ілліч (30 січня (11 лютого) 1889, Покровська Слобода, (тепер-м. Енгельс), Саратовська губ., Російська імперія — 31 травня 1940, Ніколіна гора, Московська обл., СРСР) — російський та радянський графік, живописець, фотограф, один з найвидатніших романтичних живописців і колористів свого покоління, послідовник Сезанна.

## Сім'я, ранні роки, навчання
Хоча у більшості джерел зазначається, що Кравченко народився у селянській родині, насправді він походив з родини землевласників, які, ймовірно, були частиною великої міграційної хвилі українців у райони Нижнього Поволжя.
Батько майбутнього художника походив з сім'ї землевласників Кравченко, родове гніздо яких знаходилося на розі вулиць Новоузенській і Лінійній. Мати — з сім'ї Россошанських, Якова Івановича і його дружини Євдокиї Федорівни. Імовірно, вони займалися торгівлею бакалією, мали прибуткові будинки.
У 1890 році помирає батько — Ілля Олексійович. Всі турботи по вихованню і освіті сина лягли на плечі матері та її батьків.
У 1900—1904 вчився в Духовному училищі, по іншим джерелам-У 1902 році поступив в Московське приватне реальне училище, але по рекомендації вчителів, які помітили талант хлопця до малювання, вирішив вступити до Московського училища живопису, скульптури та зодчества. У 1904 році, витримавши великий конкурс, 27 осіб на одне місце, почав навчання. Вчився під керівництвом С. В. Іванова, К. А. Коровіна і В. А. Сєрова.
У 1905 році у зв'язку з тимчасовим закриттям училища, виїхав до Мюнхена, де займався в школі-студії Шимона Холлоши.
У 1906 відновив заняття в МУЖСЗ, яке закінчив в 1910 (у 1908 отримав премію І. І. Левітана по живопису).

## Період до 1917 року
На початку 1910-х Кравченко подорожує по Італії і Греції з метою вивчення монументального мистецтва. Його пейзажі, написані під час подорожі, були високо оцінені в 1911 на виставках СРХ, «Світу мистецтва». Деякі роботи були куплені  Ермітажем.
У 1912 стає членом МТХ, деякі твори придбані Румянцевським музеєм і Третьяковською галереєю. Був відправлений АХ в творчу поїздку до Індії і на Цейлон.

У 1914 році в Москві знайомиться із землячкою — Ксенією Степанівною Тіхоновою, яка вчилася в Москві на Вищих жіночих курсах Герьє. Донька купця, згодом явного Саратовської міської думи Степана Григоровича Тіхонова та .Олени Василівни, уродженої Кобзар.Майбутня теща художника належала до сім'ї Кобзарів, одному з найвідоміших прізвищ Покровської слободи, досить сказати, що одна з вулиць нинішнього Енгельса мала назву Кобзаревої.

Кравченко Олексій Ілліч. Екслібрис ГАХН, дереворит 1925 р

У серпні 1915 році пара обвінчалася, 15 листопада 1915 року Олексія Ілліча мобілізують до армії. У складі Дворянського санітарного загону бере участь у Першій Світовій війні як художник-кореспондент і фотограф. Фотографії Кравченка цього періоду публікуються у московських журналах.
У серпні 1916 року народилася донька Наталія. Улітку 1917 року демобілізований з лав армії.
У період з 1915 до сер.1917 рр. їм написані, зокрема, картина «На човні. Околиці Покровського», виконані гравюри «Блискавка (Гроза на Волзі)», «Барки (на Волзі)», «Місто на Волзі».

## Після 1917 року
Після Більшовицького перевороту, у листопаді 1917 року Кравченко з сім'єю переїжджає до Москви. В березні 1918 року після звинувачень художника у «буржуазно-романтичному» напрямку творчості по розпорядженню наркома освіти А. В. Луначарського, Олексія Кравченко направляють до Саратова для керівництва справами образотворчого мистецтва. У Саратові Кравченко працював директором музею ім. Радіщева. Кращі досягнення цього часу — серія пейзажів Корольківських дач.
У 1919 році чекістами було заарештовано та страчено тестя художника.
Після візиту до Саратова Луначарського у лютому 1921, Кравченко знову переїхав до Москви. У подальшому працював в основному як гравер — в техніці ксилографії, офорту і ліногравюри — в різних жанрах від станкової гравюри і книжкової ілюстрації до малих форм (видавничі марки, екслібриси).
З 1925 року був ініціатором та членом об'єднання «4 мистецтва». У 1925 на Міжнародній виставці декоративного мистецтва і художньої промисловості в Парижі отримав Grand Prix.
У 1925—1926 роках побував у Італії та Франції.

У 1926 році познайомився з відомим економістом, колекціонером, письменником та краєзнавцем О. Чаяновим. Кравченко створив цикл з десяти невеликих ксилографій-ілюстрацій до «Фантастичних повістей ботаніка Х» авторства О.Чаянова. У цей же час за ініціативою Чаянова виник дачний кооператив на Ніколіной Горі, у якому в останні роки життя жив Кравченко. Чаянов був невдовзі репресований, книга залишилась невиданою, але ксилографії збереглися.

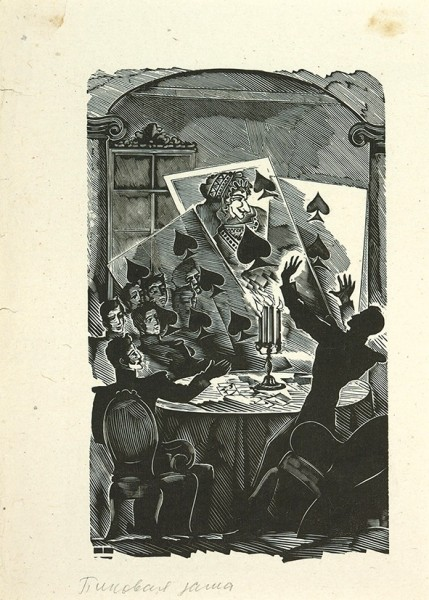
Кравченко Олексій Ілліч, ілюстрація до повісті О.Пушкіна Пікова дама

У 1929 році відвідав США, результатом поїздки стали між іншим малюнки Нью-Йоркських хмарочосів.
Загалом з 1923 по 1940 рік створив гравюри до творів двадцяти трьох російських, радянських і закордонних авторів, наприклад Ч.Дікенса, Е. Т. Гофмана, О. Пушкіна, М. Гоголя, О. Бальзака, С. Цвейга. Також писав живописні роботи, які ніде не демонстрував, побоюючись звинувачень у формалізмі.
У 1935 році призначений професором Московського інституту образотворчих мистецтв. 
31 травня 1940 року помер у майстерні на Николіной Горі.

## Творчий доробок
За своє життя художник створив понад трьохсот живописних робіт, більше тисячі гравюр на дереві, близько двохсот офортів і величезну кількість малюнків.

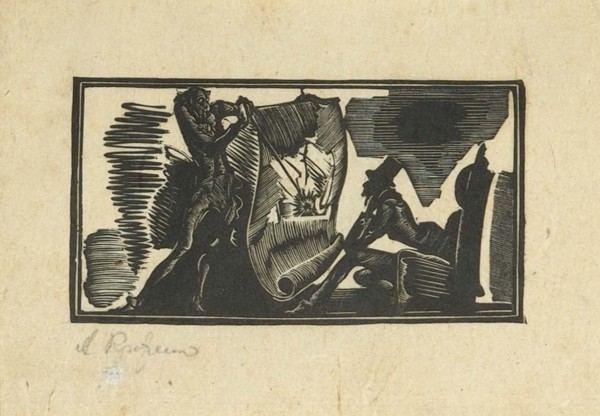
Кравченко О.І. Ілюстрація до "Портрету" М.Гоголя

Романтично-емоційні і експресивні, графічні твори Олексія Кравченка стали класикою радянського мистецтва. Виступав переважно як графік (у техніці гравюри на дереві і лінолеумі, офорту і малюнка). Охоче звертався також до темпери і акварелі. Розвивав принципи символізму і модерна в їх більш традиційному, опозиційному до авангарду ключі. Створив низку пейзажів різних країн (Російський пейзаж, 1908—1916; Індія, 1913—1914; Італія, 1910—1911, 1925—1926; Париж, 1926; По Кавказу, 1934). Працював також у жанрі соцреалізму (серії Життя жінки у минулому і сьогоденні, 1928; Мавзолей Леніна, 1930—1933; Днепрострой, 1930—1931). Живопис Кравченка менш офіційно відомий, просякнутий романтично-театральними нотами, відрізняється насиченістю фарб.(Венеціанський бенкет, 1919—1921; Поцілунок, 1930;).
В 1925—1929 роках опублікував мемуарні «Записи минулого».
Твори художника знаходяться у ДТГ, ДРМ, Метрополітен-музеї Нью-Йорку, Музеї ім Радіщева у Саратові, приватних колекціях.

## Галерея

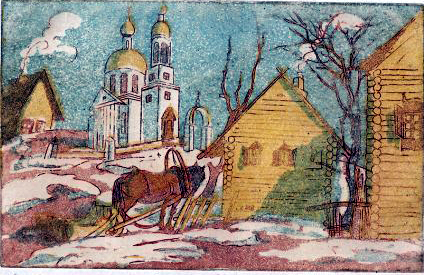
Кравченко О,І, Офорт
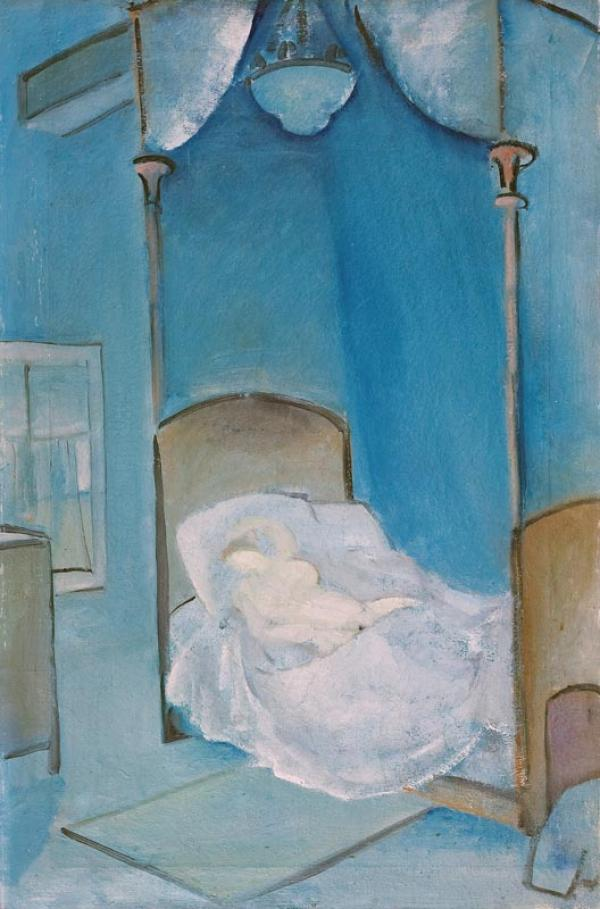
Кравченко О.І. Голубий сон
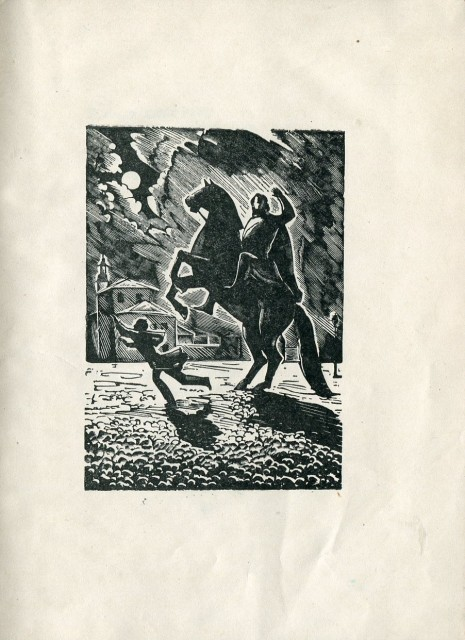
Кравченко О.І. Ілюстрація до "Мідного вершника" О.Пушкіна
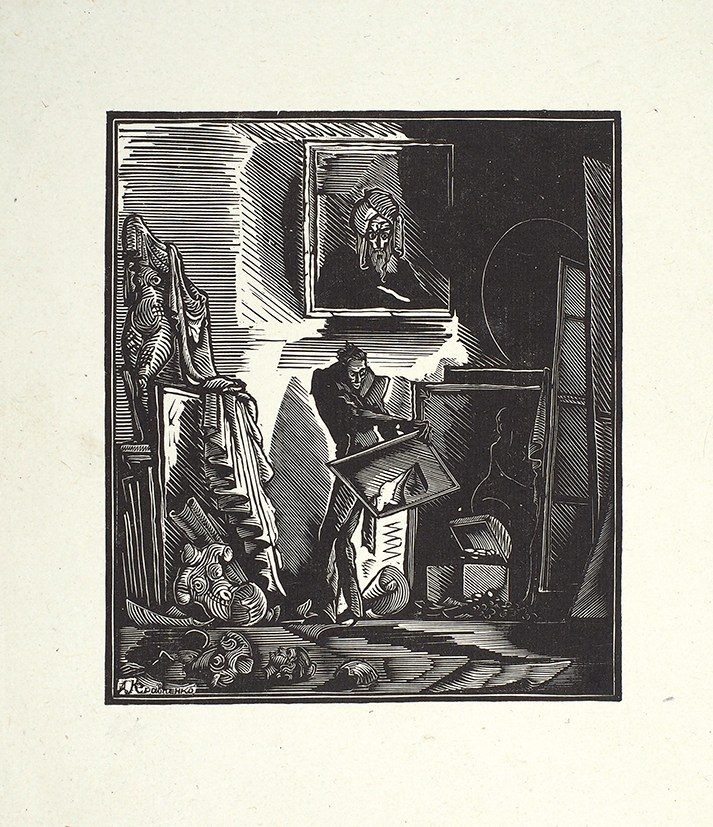
Кравченко О.І Ілюстрація до "Портрета" М.Гоголя

## Родина
Дружина- Ксенія Степанівна Тіхонова (по іншим джерелам-Тіханова) (1896—1980 гг.)-мистецтвознавець,.
Дочки Ліна (1911—1967 рр.) і Наталія (р. 1916 р.-?) — художниці.
Зять — Борис Преображенський (1910—1995 рр.) — художник, онука Олена (1943—2010 рр.) — скульптор.
Син Наталії — Олексій Кравченко (р. 1944 р.) — архітектор, його дружина Ганна (р. 1952 р.) — архітектор, викладач Строгановського училища. Їх дочка Ксенія (р. 1975 р.) займається живописом і керамікою, син Антон (р. 1986 р.) — архітектор.